# Médicament en vente libre

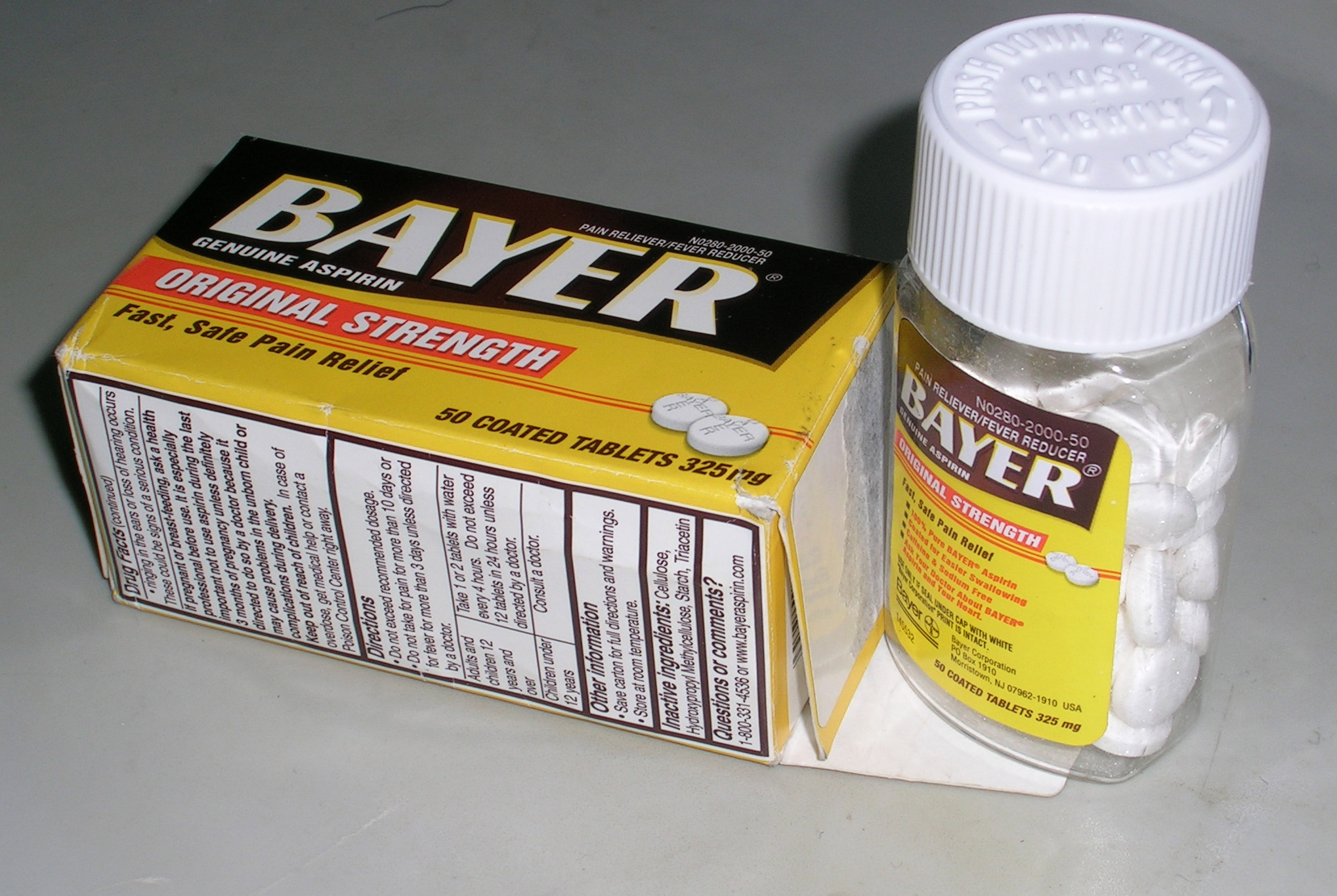
Médicament Bayer en vente libre avec Emballage à l'épreuve des enfants (bouchon), carton et joint intérieur inviolable

Les médicaments en vente libre (MVL, en anglais : Over The Counter, OTC) sont des médicaments vendus directement à un consommateur sans prescription d'un professionnel de la santé, par opposition aux médicaments sur ordonnance, qui ne peuvent être fournis qu'aux consommateurs possédant une ordonnance valide. Dans de nombreux pays, les médicaments en vente libre sont sélectionnés par un organisme de réglementation pour garantir qu'ils contiennent des ingrédients sûrs et efficaces lorsqu'ils sont utilisés sans l'avis d'un médecin. Les médicaments en vente libre sont généralement réglementés en fonction de leur(s) ingrédient(s) pharmaceutique(s) actif(s) (Active pharmaceutical ingredient, API) et de la concentration du produit final.
L'expression anglaise « over-the-counter » (OTC) fait référence à un médicament qui peut être acheté sans ordonnance médicale, « devant le comptoir » ou « au-delà du comptoir » ; en Europe notamment la vente des médicaments OTC cependant est souvent « behind-the-counter » (BTC, « derrière le comptoir »), impliquant éventuellement une évaluation et une décision d’un pharmacien. Les médicaments sur ordonnance nécessitent toujours la prescription d’un médecin ou d’un autre professionnel de la santé et ne doivent être utilisés que par la personne pour laquelle il y a prescription. Les réglementations détaillant les établissements où les médicaments peuvent être vendus, qui est autorisé à les délivrer et si une prescription est requise varient considérablement d'un pays à l'autre.
Les avantages et désavantages des médicaments OTC sont les mêmes que pour l'automédication. Parmi les avantages : une connaissance accrue de la maladie liée à une éducation des consommateurs, une responsabilisation et une prise en charge de sa propre santé, un changement de mode de vie et une amélioration de sa qualité, des avantages de commodité, de réduction du nombre de visites dans les établissements de santé, un allègement de sécurité sociale, etc. Parmi les désavantages, le risque de polypharmacie et de surconsommation de médicaments, l'usage inapproprié des médicaments d'où effets secondaires nocifs et effets indésirables, interactions médicamenteuses, report de consultation chez un médecin, diagnostic tardif en cas de maladies graves ou de complications, etc.

## Usage
Les médicaments OTC ou médicaments en vente libre sont des médicaments qui ne sont pas prescrits par un professionnel de la santé ; typiquement des médicaments contre la douleur, la toux et le rhume, la diarrhée, la constipation, etc. Aux États-Unis, au Royaume-Uni et dans d'autres pays du monde, ils sont généralement disposés sur des étals devant le comptoir du pharmacien, d'où leur nom en anglais ; mais on peut aussi en trouver dans les magasins généraux, des épiceries, des stations-service et même sur internet. Ce mode de distribution Over the Counter est une pratique des pays anglo-saxons et n'a pas la même réalité dans d'autres pays du monde. En France la vente de médicaments, tous rangés derrière le comptoir de l'officine, passe obligatoirement par un pharmacien  qui en détient le monopole; les produits auxquels le consommateur a libre accès sont à ranger dans la rubrique de la parapharmacie. Il faut préciser ici que les Américains ont une plus grande autonomie par rapport au système de santé que les citoyens dans les économies libérales européennes, du fait que les États-Unis sont le seul pays de l’OCDE à ne pas disposer d’une certaine forme de couverture universelle des soins de santé ; on peut aussi faire remarquer que l'automédication est assez en accord avec l'individualisme américain. Au Royaume-Uni, sont réservés à la vente en officine, les médicaments sur prescription uniquement (Prescription Only Medication , POM) et ceux sans prescription mais vendus exclusivement en pharmacie (Pharmacy Medicines, P) ; les autres médicaments sont en vente libre (General Sales List ; GSL) dans les épiceries ou les stations-service; figurent dans cette catégorie avec des dosages restreints cependant, des produits contenant de l'aspirine et du paracétamol.
Conséquence de l'accroissement du nombre de médicaments disponibles en vente libre pour le rhume aux États-Unis, le nombre de visites chez le médecin pour un rhume entre 1976 et 1989 a diminué régulièrement de 110 000 visites par an.
Un facteur limitant de l'automédication en France tient au fait que les médicaments sont la plupart du temps remboursés par l'assurance maladie,. La part des produits d’automédication pharmaceutique représente toutefois le tiers des dépenses de médicaments des consommateurs français. La part de spécialités sans ordonnances dans les officines serait de 6,4% en France, 12,5% au Royaume-Uni, 13,9% en Belgique et en Suisse 18,3%. Dans la plupart des pays européens, les coûts des produits pharmaceutiques sont principalement couverts par les régimes publics ou d’assurance obligatoire : en moyenne, dans les pays de l’UE, ces régimes couvrent 70 % de toutes les dépenses pharmaceutiques de détail ; la couverture publique est particulièrement généreuse à Chypre, en Allemagne, France et Irlande, où les régimes publics et d’assurance obligatoire financent plus de 80 % de tous les coûts pharmaceutiques.
Beaucoup de médicaments OTC peuvent être obtenus après une évaluation et une décision d’un pharmacien et sont pour cette raison appelés « behind-the-counter » (BTC) aux États-Unis, soit « derrière le comptoir » ; un ensemble très restreint de médicaments sont BTC, notamment des remèdes contre le rhume contenant de la pseudoéphédrine et des contraceptifs oraux Plan B (du lendemain). Le mode de distribution derrière le comptoir est privilégié par les pays européens, le Canada et l'Australie. En Australie ces produits sont appelés pharmacist-Only medicines ou Restricted medicine. Plus d'une dizaine de pays européens pour la vente de médicaments ont institué le monopole des pharmaciens : soit: Autriche, Belgique, Chypre, Estonie, Finlande, France, Grèce, Espagne, Lituanie, Luxembourg, Lettonie, Malte et Slovaquie. En France les produits auxquels le consommateur a libre accès sont à ranger dans la rubrique de la parapharmacie. En Belgique, seuls les produits parapharmaceutiques (dentifrices, dermocosmétiques, aliments pour nouveau-nés et jeunes enfants, vitamines, shampooings) peuvent être vendus en dehors des pharmacies ou sur Internet. En République tchèque, la vente de médicaments limitée aux pharmacies jusqu'à la fin de 1997, est depuis cette date autorisée dans les stations-service ou les drogueries, pour certains médicaments principalement à base de plantes,. En Lituanie, le gouvernement  en 2019 a autorisé les détaillants non pharmaceutiques à vendre des médicaments en vente libre. Exceptionnellement, quelques pays comme la Pologne et la Hongrie ont pris la direction opposée de passer d’un système déréglementé à un système plus réglementé, où les pharmacies sont uniquement détenues par des pharmaciens et où les chaînes de pharmacies de détail ne sont pas autorisées ou limitées.
La publicité pour les produits non soumis à prescription (en vente libre, OTC) étant autorisée en Europe, c'est aussi un moyen pour les firmes pharmaceutiques d'intensifier leur communication auprès du public, et desservant doublement leur intérêt, aussi d'inciter les gens à l’automédication.
Le processus de conversion d'un médicament sur prescription (Rx) vers les statuts OTC et BTC, s'appelle « switch » et est réalisé par différentes agences : la FDA américaine, l'Agence européenne des médicaments (AME-EMA) européenne, la MHRA (en) britannique ou le BfArM (en) allemand, etc.; chaque agence a une approche différente; en Europe la décision finale de passer d'un médicament en OTC est prise par chaque État membre;  le switch en Europe se fait vers des médicaments OTC et BTC.
Les médicaments en vente libre sont très similaires aux médicaments sur ordonnance, car ils contiennent également des ingrédients à haut risque et notamment d'abus.

## Abus
Certains médicaments en vente libre possèdent des propriétés psychotropes et peuvent être détournés comme drogue récréative ou produit dopant. Les catégories des médicaments en vente libre les plus souvent abusées sont les antitussifs, les antihistaminiques et les décongestionnants. Sont particulièrement visés Dextrométhorphane (DXM), Lopéramide, éphédrine, pseudoéphédrine, oxymétazoline. Aux Etats-Unis de tous les médicaments pour lesquels des abus de drogue ont été constatés, les médications contre le rhume (libres ou prescrites) arrivent deuxième après la Vicodin ; troisième si l'on considère toutes les drogues, le Cannabis arrivant largement en tête.
Cependant certains médicaments OTC peuvent aussi être utilisés de manière inappropriée et mettre en danger le consommateur: prendre trop de pilules de caféine peut aussi entraîner une surdose. La pseudoéphédrine est sur la sellette en France: principalement utilisée dans les sprays nasaux pour traiter le nez bouché dû au rhume ou aux allergies, la pseudoéphédrine provoque la constriction des vaisseaux sanguins, réduisant ainsi le gonflement de la muqueuse nasale : de la classe des « amines sympathomimétiques », elle a de plus un effet stimulant, rendant plus alerte et augmentant la fréquence cardiaque, ce qui en fait aussi un produit dopant ; une trop grande quantité de pseudoéphédrine peut entraîner une hypertension artérielle et une fréquence cardiaque élevée, des arythmies cardiaques et des étourdissements; ce risque est encore accru par la consommation concomitante de caféine, de cola et d’autres boissons énergisantes ; au final elle peut exposer à des infarctus du myocarde, des accidents vasculaires cérébraux, des poussées hypertensives.
Les médicaments OTC s'intéressent généralement à des pathologies bénignes (voir spontanément résolutives comme le rhume banal). Les expériences de poursuites judiciaires liées à des effets secondaires indésirables n'incitent pas les sociétés pharmaceutiques à accroître leur exposition en vendant des médicaments puissants sur le marché de gré à gré: un médicament switché en OTC doit être sans danger et efficace (Aux États-Unis, Generally recognized as safe and effective (en), GRASE) pour un usage domestique. Cependant certaines personnes pourraient essayer de traiter eux-mêmes une infection bactérienne comme par exemple une bronchite, qui requiert la consultation d'un médecin, et une prescription d'antibiotiques. La prise de médicament en vente libre exprime ici un choix fait au jour le jour par le consommateur qui s'exprime en termes de coût, que ce soit l'inconfort qu'il produit, ou plus grave, l'extension de la maladie qui découle du retard dans le traitement de la maladie par un médecin; ce n’est pas le coût de l’abandon total du traitement, mais seulement celui de son report. Ce report peut être généré par l'arrivée d'un nouveau médicament, et par la publicité qui en est faite. Si le retard dans l’obtention d’un antibiotique permet à l’infection de se propager de sorte qu’elle soit plus difficile à éradiquer, ce report entraîne un coût supplémentaire dont l’ampleur est difficile à évaluer, du fait qu'l n’existe aucune donnée sur le moment où les gens consultent un médecin en cas d’infection bactérienne. Pour la société pharmaceutique ce risque est envisagé financièrement dans un calcul de maximisation du profit ; le gain résultant de la vente d’un grand volume de médicaments lorsqu’il est disponible sans prescription est compensé par le coût pour l’entreprise de tout retard dans le traitement d’une maladie grave. Les consommateurs aux États-Unis particulièrement se sont habitués à l’idée de demander aux sociétés pharmaceutiques de payer les coûts liés à la prise de médicaments lorsque ceux-ci sont importants ou dramatiques. Mais les sociétés pharmaceutiques sont extrêmement sensibles aux coûts liés à une poursuite en justice pour la commercialisation apparemment négligente de leurs produits. Outre les frais juridiques liés à leur défense, l’atteinte à leur réputation peut affecter les ventes d’autres médicaments. On peut verser à la liste des désavantages de l'automédication le fait qu'il induit un report de consultation chez un médecin, ou un diagnostic tardif en cas de maladies graves ou de complications.
Les catégories de MVL les plus souvent abusées sont les antitussifs, les antihistaminiques et les décongestionnants.

## Histoire
Aux États-Unis, la classe des médicaments sur prescription a été créée en 1938 par le Federal Food, Drug and Cosmetic Act. il n’y avait pas avant cette date de contrôle réglementaire fédéral aux États-Unis pour les médicaments, et l'automédication qui ne portait pas ce nom était la règle; Un empoisonnement de masse à l'élixir sulfanilamide a été le déclencheur de ce changement, et la question s'est posée de savoir quel type de contrôle des médicaments serait le mieux calculé pour protéger la santé et en même temps préserver les valeurs de liberté individuelle américaines : le projet dès lors ne visait pas à restreindre la disponibilité des médicaments destinés à l'automédication, mais au contraire, à rendre l'automédication plus sûre et plus efficace,. Malgré les assurances du début, la Food and Drug Administration (FDA): a très vite décidé d'imposer des limites strictes à l'automédication et, par la suite consacré une proportion croissante de ses ressources à faire respecter ces limites. Les fabricants de médicaments ont reçu la responsabilité d'attribuer des classes de médicaments au moyen de l'étiquetage proposé par la FDA: le mode d'emploi sur l'étiquette rendait le médicament disponible en vente libre. ; un avertissement concernant uniquement les prescriptions rendait le médicament disponible uniquement à la prescription. La FDA approuvait l’étiquette proposée. Selon le règlement initialement proposé, l'étiquetage des médicaments en vente libre devait inclure une description du traitement de manière suffisamment détaillée pour que chaque consommateur puisse déterminer le déroulement approprié de l'automédication. Un cours de médecine par correspondance devait être proposé aux profanes. La classe de médicaments sur prescription est devenue le type dominant vendu. L’essor technologique de l’industrie pharmaceutique après la Seconde Guerre mondiale a conduit l’introduction de nombreux nouveaux médicaments, presque tous commercialisés sur prescription. L’automédication en tant qu’objectif de politique publique a battu en retraite face à ces progrès médicaux spectaculaires. La FDA a depuis adopté une politique, qui consiste lorsqu'approprié, à faire passer les médicaments sur prescription au statut OTC (over-the-counter) de médicament en vente libre. Le processus de changement (switch) reste cependant un effort à petite échelle et qui ne vise pas à relancer l'automédication. L'une des méthode pour switcher un médicament consiste pour une entreprise à déposer une demande pour une NDA (New Drug Application (en)) permettant d'obtenir une exemption de l'obligation d'avoir une étiquette de prescription. Cette procédure est le seul canal actif pour switcher un médicament.
Tous les pays ont cependant une histoire différente de l'automédication.
Parmi les premiers produits à être vendus sans prescription, on trouve l’ibuprofène pour le traitement de la douleur, au Royaume-Uni (1983) et aux États-Unis (1984).

## Réglementation par pays

### Europe
La législation européenne définit les médicaments sans ordonnance à l'article 72 de la directive 2001/83/CE,

#### France
L’ANSM définit la liste des médicaments qui peuvent être présentés en accès direct dans les pharmacies.

#### Pays-Bas
Aux Pays-Bas, il existe quatre catégories :
- UR (Uitsluitend Recept) : sur prescription uniquement
- UA (Uitsluitend Apotheek) : pharmacien uniquement
- UAD (Uitsluitend Apotheek of Drogist) : pharmacien ou parapharmacie uniquement
- AV (Algemene Verkoop) : peut être vendu dans les magasins généraux

Un médicament UA peut être vendu en vente libre, mais uniquement par les pharmaciens. Le médicament peut être présent dans les rayons comme n’importe quel autre produit. les exemples sont la dompéridone, 400 mg d'ibuprofène jusqu'à 50 comprimés et dextrométhorphane . Un médicament UAD peut également être vendu dans les pharmacies, qui sont des magasins où aucune ordonnance ne peut être exécutée. les médicaments se trouvent généralement dans les rayons et le magasin vend également des articles tels que des jouets, des gadgets, des parfums et des produits homéopathiques. les drogues de cette catégorie présentent un risque et un potentiel de dépendance limités. les exemples sont le naproxène et le diclofénac en petites quantités, la Cinnarizine (en), 400 mg d'ibuprofène jusqu'à 20 comprimés et également 500 mg de paracétamol jusqu'à 50 comprimés. les médicaments de la catégorie AV peuvent être vendus dans les supermarchés, les stations-service, etc. et comprennent uniquement les médicaments présentant un risque minime pour le public, comme le paracétamol jusqu'à 20 comprimés, 200 mg d'ibuprofène jusqu'à 10 comprimés, cétirizine et lopéramide .

### Royaume-Uni

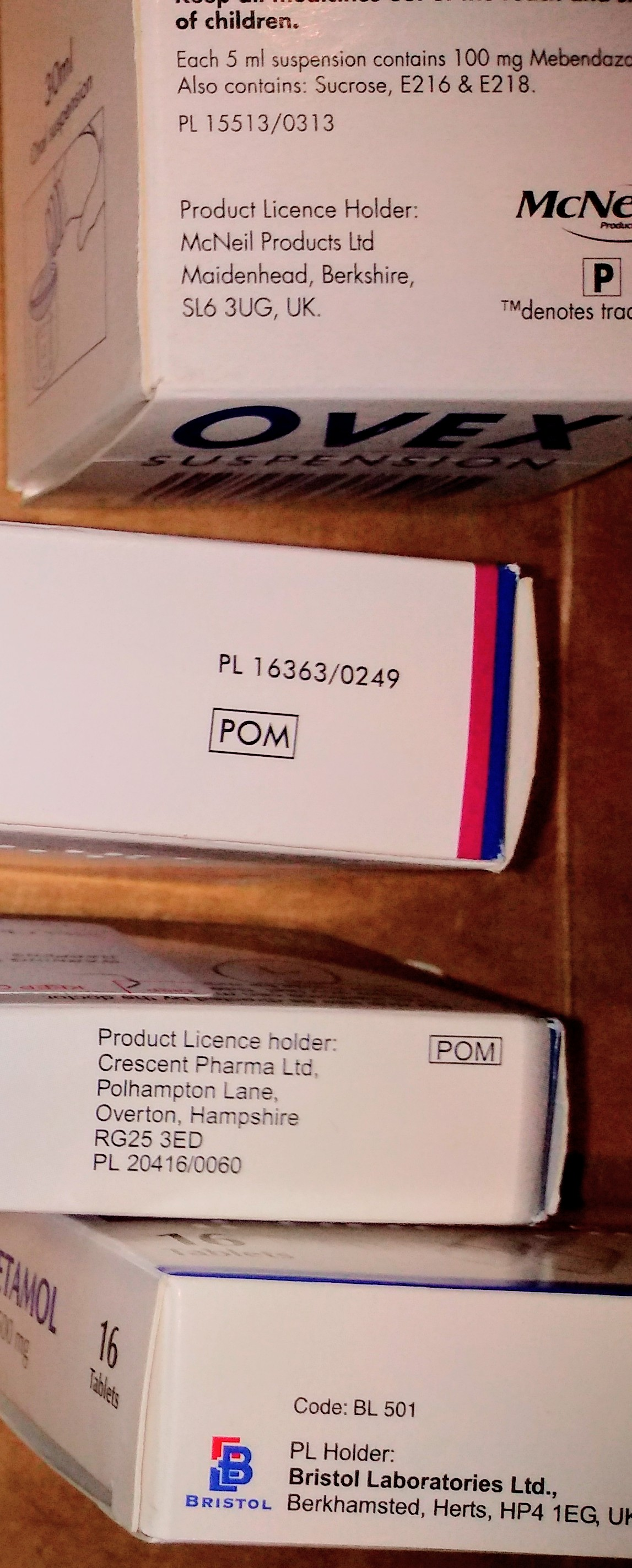
Photo de l'emballage de quatre médicaments distribués au Royaume-Uni montrant leurs Product Licence Number et les symboles indiquant s'il s'agit d'un médicament sur prescription uniquement (Prescription Only Medicine, POM) ou d'un médicament de pharmacie (Pharmacy Medicine, P), ou s'il manque l'un ou l'autre, indiquant la liste générale des ventes (General Sales List, GSL). De haut en bas : mébendazole (P), amlodipine (POM), diazépam (POM), paracétamol (GSL).

Au Royaume-Uni, les médicaments sont régis par le Medicines Regulations 2012.. les médicaments appartiennent à l'une des trois catégories suivantes ,:
1. Médicament sur prescription uniquement (Prescription Only Medication , POM), qui n'est légalement disponible qu'avec une ordonnance valide d'un prescripteur. La présence d'un pharmacien est obligatoire pour la délivrance des médicaments POM, comme l'exige la loi. Le médicament a été spécifiquement prescrit au patient titulaire de l’ordonnance, il est donc considéré comme sûr pour le seul destinataire. Pour n’en citer qu’un petit exemple, citons la plupart des antibiotiques et tous les antidépresseurs ou médicaments antidiabétiques . Certains médicaments POM sont en outre marqués Médicament contrôlé (CD) en raison du risque d'abus et de la possibilité de détournement pour la vente comme drogues illicites. Des exemples de CD incluent toutes les benzodiazépines et les opioïdes puissants tels que l'héroïne et le fentanyl .
2. Liste générale des ventes (General Sales List ; GSL), disponible dans le commerce sans aucune formation en pharmacie requise pour vendre (elle peut donc être vendue n'importe où, comme dans les supermarchés). En général, ils sont considérés comme sans danger pour la plupart des gens lorsqu’ils sont pris correctement. Des exemples incluent 16 paquets (ou moins) d'analgésiques tels que le paracétamol, l'ibuprofène et l'aspirine, ainsi qu'une foule d'autres médicaments tels que de petits paquets de certains antihistaminiques, certains laxatifs et des crèmes pour la peau. Cela inclut également les substances récréatives, l'alcool et la caféine (lorsqu'elles sont incluses dans les médicaments), ainsi que certaines préparations à base de nicotine .
3. Les médicaments pharmaceutiques (Pharmacy Medicines, P) sont des médicaments qui ne sont légalement ni des médicaments POM ni GSL. Ceux-ci peuvent être vendus dans une pharmacie enregistrée mais ne doivent pas être disponibles pour une auto-sélection (bien que les instructions pour discuter d'un produit « P » puissent se voir attribuer un espace sur les étagères avec les articles GSL associés). les médicaments « P » sont réservés à la liste GSL car ils sont soit associés à un besoin de conseils d'utilisation, soit utilisés dans des conditions pouvant nécessiter une référence à un médecin prescripteur. Des préposés au comptoir dûment formés peuvent vendre un médicament « P » sous la supervision d'un pharmacien et poseront des questions pour déterminer si le client doit être référé pour une discussion avec un pharmacien. Certains médicaments « POM » sont disponibles pour être utilisés dans certaines situations et à certaines doses en tant que médicaments « P ».

S'il n'est pas approprié de vendre un médicament « P » – c'est-à-dire que la maladie ne se prête pas à l'autogestion et nécessite une référence à un médecin prescripteur – alors une vente ne devrait pas avoir lieu et le pharmacien a l'obligation légale et professionnelle de le recommander. vers un service approprié.
Des exemples de ceux-ci incluent certains comprimés somnifères tels que la diphenhydramine, des comprimés vermifuges humains tels que le mébendazole, des analgésiques contenant de petites quantités de codéine (jusqu'à 12,8 mg par comprimé) et pseudoéphédrine. les médicaments disponibles uniquement sur prescription sont marqués quelque part sur la boîte/contenant avec [POM]. les produits réservés aux pharmacies sont marqués d'un [P]. Une ordonnance n'est pas requise pour les médicaments [P], et les vendeurs en pharmacie sont tenus par les codes de la Royal Pharmaceutical Society (en) de poser certaines questions, qui varient en fonction de ce que dit le client. S'il demande un produit spécifique, l'assistant en pharmacie doit demander « A qui s'adresse-t-il ? », « Depuis combien de temps avez-vous les symptômes ? », « Êtes-vous allergique à un médicament ? », « Prenez-vous des médicaments ? » (questions 'WHAM'). Si un client demande un remède, par exemple contre le rhume des foins, les « questions 2WHAM » doivent être posées : « À qui s'adresse-t-il ? », « Quels sont les symptômes ? », « Depuis combien de temps avez-vous les symptômes ? Avez-vous pris des mesures face à vos symptômes ? » et « Prenez-vous d'autres médicaments ? ». C'est avec cette information que le pharmacien pourra, le cas échéant, arrêter la vente. Aucun produit [POM], [P] ou [GSL] stocké dans une pharmacie ne peut être vendu, distribué ou préfabriqué jusqu'à ce qu'un pharmacien responsable soit connecté et sur place. Certains médicaments disponibles dans les supermarchés et les stations-service sont vendus uniquement en sachets plus petits. Souvent, les paquets plus grands seront marqués [P] et disponibles uniquement en pharmacie. Fréquemment, les clients qui achètent des doses plus importantes que d'habitude de médicaments [P] (tels que le DXM, la prométhazine, la codéine ou le Gee's Linctus ) seront interrogés en raison de la possibilité d'abus.

### Canada
Au Canada, il existe quatre listes de médicaments ,:
- Annexe 1 : Nécessite une ordonnance pour la vente et est fournie au public par un pharmacien agréé.
- Annexe 2 : Ne nécessite pas d'ordonnance mais nécessite une évaluation par un pharmacien avant la vente. Ces médicaments sont conservés dans une zone de la pharmacie non accessible au public et peuvent également être appelés médicaments « derrière le comptoir » (behind-the-counter, BTC).
- Annexe 3 : Ne nécessite pas d'ordonnance mais doit être conservée dans un endroit sous la surveillance d'un pharmacien. Ces médicaments sont conservés dans une zone du point de vente où l'auto-sélection est possible, mais un pharmacien doit être disponible pour aider à l'auto-sélection des médicaments si nécessaire.
- Non programmé : ne nécessite pas d’ordonnance et peut être vendu dans n’importe quel point de vente.

Tous les médicaments autres que ceux de l'annexe 1 peuvent être considérés comme des médicaments en vente libre, car ils ne nécessitent pas d'ordonnance pour la vente. Bien que l'Association nationale des organismes de réglementation de la pharmacie fournisse des recommandations sur l'inscription des médicaments en vente au Canada, chaque province peut déterminer sa propre inscription, les médicaments figurant dans chaque annexe peuvent varier d'une province à l'autre.[réf. nécessaire]

### États-Unis
Aux États-Unis, la fabrication et la vente de substances en vente libre sont réglementées par la Food and Drug Administration . La FDA exige que tous les « nouveaux médicaments » obtiennent une demande de nouveau médicament (New Drug Application (en), NDA) avant d'entrer dans le commerce entre États, mais la loi exempte tous les médicaments généralement reconnus comme sûrs et efficaces (Generally recognized as safe and effective (en), GRAS/E). Pour faire face au grand nombre de médicaments en vente libre qui étaient déjà sur le marché avant l'exigence selon laquelle tous les médicaments obtiennent une NDA, la FDA a créé le système de monographies en vente libre pour examiner les classes de médicaments et les classer dans la catégorie GRAS/E après examen par des groupes d'experts. Certaines classes de médicaments en vente libre ne seraient pas tenues d'obtenir une NDA et pourraient rester sur le marché s'ils étaient conformes aux directives de la monographie concernant les doses, l'étiquetage et les avertissements finalisés dans le Code des règlements fédéraux
Ainsi, un produit médicamenteux en vente libre peut être commercialisé soit (1) conformément à une monographie de la FDA, soit (2) conformément à une NDA pour les produits qui ne correspondent pas à une monographie spécifique. Il est également possible que certains produits médicamenteux en vente libre soient commercialisés dans le cadre des dispositions de droits acquis de la loi fédérale sur les aliments, les médicaments et les cosmétiques (Federal Food, Drug and Cosmetic Act), mais la FDA n'a jamais officiellement reconnu l'existence d'un médicament en vente libre légitime bénéficiant de droits acquis.
Des exemples de substances en vente libre approuvées aux États-Unis sont les écrans solaires, les produits antimicrobiens et antifongiques, les analgésiques externes et internes tels que la lidocaïne et l'aspirine, les traitements topiques contre le psoriasis et l'eczéma, les shampooings antipelliculaires contenant du goudron de houille et d'autres produits topiques comportant un effet thérapeutique.
La Federal Trade Commission réglemente la publicité pour les produits en vente libre, contrairement à la publicité pour les médicaments sur prescription, qui est réglementée par la FDA.
La FDA exige que les produits en vente libre soient étiquetés avec une étiquette approuvée « Drug Facts» pour informer les consommateurs sur leurs médicaments. Les étiquettes respectent un format standard et sont destinées à être faciles à comprendre pour les consommateurs typiques. Les étiquettes d'information sur le médicament comprennent des informations sur les ingrédients actifs du produit, les indications et le but, les avertissements de sécurité, le mode d'emploi et les ingrédients inactifs.
Le Coronavirus Aid, Relief, and Economic Security Act (CARES Act (en)) de 2020 comprend des réformes qui modernisent la manière dont certains médicaments en vente libre sont réglementés aux États-Unis,. De nombreuses monographies de gré à gré doivent être mises à jour, mais la mise à jour ou la modification d'une monographie de gré à gré nécessite le processus lent et fastidieux d'élaboration de règles de notification et de commentaires. La loi CARES comprend des dispositions de réforme des monographies OTC qui remplacent le processus d'élaboration de règles par un processus d'ordonnance administrative.

Une troisième catégorie de substances mal définie est celle des produits ayant le statut de vente libre auprès de la FDA tout en étant simultanément soumis à d'autres restrictions de vente. Bien qu'ils soient légalement classés comme médicaments en vente libre, ils sont généralement stockés derrière le comptoir et vendus uniquement dans les magasins enregistrés auprès de leur État. Ils peuvent ne pas être disponibles dans les dépanneurs et les épiceries qui stockent d’autres médicaments en vente libre sans restriction.

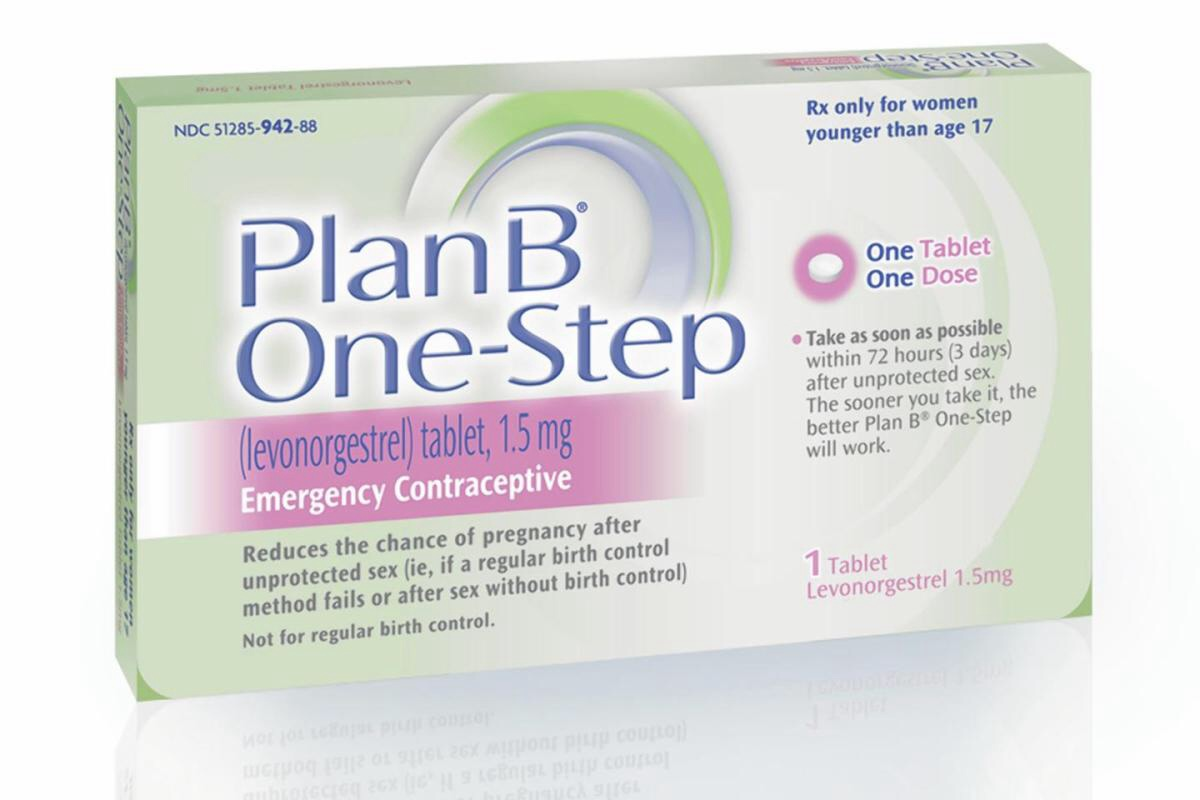
Plan B en une étape

Des suites d'une épidémie de méthamphétamine (en) aux États-Unis, une Loi de 2005 relative à la lutte contre l'épidémie de méthamphétamine imposait la vente des médicaments contenant de la pseudoéphédrine dans des armoires verrouillées ou derrière le comptoir; le Mississipi et l'Oregon ont même fini par imposer que la pseudoéphédrine soit obtenue par prescription médicale, ce qui était une première pour un médicament recommandé pour la vente libre par la FDA; l'introduction de la technologie National Precursor Log Exchange adoptée par la plupart des États des États-Unis pour empêcher l’accès criminel à la pseudoéphédrine, a permis d'abroger cette loi en 2021. Les États-Unis ont une culture des médicaments en vente libre fortement institutionnalisée. La Consumer Healthcare Products Association, était en 2010, le deuxième plus gros dépensier en termes de lobbying auprès de Législature d'État des États-Unis, juste après Altria ; elle représentait alors les fabricants et distributeurs de médicaments en vente libre, qui craignaient une baisse des ventes de décongestionnants si le projet de loi anti-méthamphétamine devenait loi: 
Une réglementation similaire s'appliquait autrefois à certaines formes de contraception d'urgence . Cependant, le 25 février 2014, la FDA a approuvé la vente sans restriction de produits génériques de contraception d’urgence à un comprimé. Il n’y a pas de limite d’âge ni besoin de pièce d’identité pour acheter.
En 2011, environ un tiers des personnes âgées aux États-Unis auraient consommé des médicaments en vente libre, et ce nombre est en augmentation,,,. En 2018, la prévalence de l'utilisation par les adultes aux États-Unis comme traitement de première intention pour des maladies mineures avait atteint 81 % : il y a cependant un débat quant à savoir si ce chiffre est lié à une réelle amélioration de la santé,,.

## Transitions entre prescription et OTC
En règle générale, les médicaments en vente libre doivent être utilisés principalement pour traiter une maladie qui ne nécessite pas la supervision directe d'un médecin et ils doit être prouvé qu'ils sont raisonnablement sûrs et bien tolérés. les médicaments en vente libre doivent généralement également avoir peu ou pas de potentiel d'abus, bien que dans certaines régions, des médicaments tels que la codéine soient disponibles en vente libre (généralement dans des formulations strictement limitées ou nécessitant des documents ou une pièce d'identité à présenter lors de l'achat).
Il est quelque peu inhabituel qu'un médicament en vente libre soit retiré du marché en raison de problèmes de sécurité plutôt que des forces du marché, même si cela arrive occasionnellement. Par exemple, la phénylpropanolamine a été retirée de la vente aux États-Unis en raison des inquiétudes concernant les accidents vasculaires cérébraux chez les jeunes femmes. Une étude a été réalisée pour examiner les perceptions des consommateurs concernant le risque et l'accès aux médicaments en vente libre. L'étude a conclu qu'un petit pourcentage de consommateurs préfèrent avoir accès aux médicaments aux risques potentiels liés à la prise de médicaments non prescrits. La ranitidine a été suspendue sur plusieurs marchés en raison d'inquiétudes concernant la présence du cancérigène N -nitrosodiméthylamine (NDMA),.
Au Royaume-Uni, il a été annoncé en février 2007 que Boots the Chemist (en) tenterait de vendre du Viagra en vente libre dans les magasins de Manchester, en Angleterre (auparavant disponible sur prescription uniquement). les hommes âgés de 30 à 65 ans pouvaient acheter quatre comprimés après consultation d'un pharmacien.